# 사랑할 수 밖에 없는 그대
《사랑할 수 밖에 없는 그대》(영어: He Said, She Said)는 미국에서 제작된 켄 콰피스, 머리사 실버 감독의 1991년 로맨틱 코미디 드라마 영화이다. 케빈 베이컨, 엘리자베스 퍼킨스 등이 출연하였고, 프랭크 맨쿠소 주니어 등이 제작에 참여하였다.

## 줄거리
보수주의자 댄과 자유주의자 로리는 볼티모어 선 사설란에 나란히 실리는 칼럼을 쓰며 정반대인 서로에게 이끌려 연인이 된다.
3년 후 둘은 함께 아침 토크쇼에 출연한 것을 계기로 지역 방송국에서 함께 "He Said, She Said"라는 프로그램을 진행하게 된다. 다양한 사회 문제의 정반대 관점을 비교 대조해 보여주는 이 토크쇼는 두 사람의 격렬한 논쟁 덕에 시청률 고공 행진을 한다.
그러나 계속 부딪히던 두 사람은 결국 결별하고, 이후 영화는 남자 댄의 관점에서의 지난 3년과 여자 로리의 관점에서 본 지난 3년을 보여준다.

## 출연
- 케빈 베이컨 - 댄 핸슨 역
- 엘리자베스 퍼킨스 - 로리 브라이어 역
- 네이선 레인 - 월리 서먼 역
- 앤서니 러팔리아 - 마크 역
- 샤론 스톤 - 린다 역
- 스탠리 앤더슨 - 웰러 씨 역
- 샬레인 우더드 - 신디 역
- 댄턴 스톤 - 에릭 역
- 필 리즈 - 스페픽 씨 역
- 리타 카린 - 스페픽 부인 역
- 에리카 알렉산더 - 리타 역

## 기타 제작진
- 협력 제작: 비키 윌리엄스
- 미술: 마이클 코런블리스
- 의상: 디나 어펠